# Xanxerê (ort)
Xanxerê är en ort i Brasilien.   Den ligger i kommunen Xanxerê och delstaten Santa Catarina, i den södra delen av landet, 1 300 km söder om huvudstaden Brasília. Xanxerê ligger 796 meter över havet och antalet invånare är 32 957.
Terrängen runt Xanxerê är platt åt nordväst, men åt sydost är den kuperad. Terrängen runt Xanxerê sluttar västerut.
I omgivningarna runt Xanxerê växer huvudsakligen savannskog. Runt Xanxerê är det ganska tätbefolkat, med 104 invånare per kvadratkilometer.